# Castro 14 HP
Der Castro 14 HP war ein Pkw-Modell aus den 1900er Jahren. Es war das zweite Modell des Herstellers Constructora Hispano-Suiza de Automóviles, J. Castro Sociedad en Comandita aus Barcelona.

## Beschreibung
Der Schweizer Konstrukteur Marc Birkigt, der von La Cuadra übernommen wurde, entwarf das Modell. Es hatte einen Vierzylindermotor mit Wasserkühlung. 90 mm Bohrung und 100 mm Hub ergaben 2545 cm³ Hubraum. Der Motor leistete etwa 14 PS. Er war vorn im Fahrgestell eingebaut und trieb die Hinterachse an. Eine Neuerung war die Kardanwelle.
Eine andere Quelle gibt 80 mm Bohrung, 110 mm Hub und 2212 cm³ Hubraum an. Außerdem gab es eine Variante namens Castro 14/16 HP. Sie hatte einen Motor mit 80 mm Bohrung, 120 mm Hub, 2413 cm³ Hubraum und etwa 16 PS Leistung.
Bekannt sind Aufbauten als Tonneau mit Heckeinstieg und Doppelphaeton mit seitlichem Zugang zu der hinteren Sitzbank.
Die Produktion begann zwischen Juli und November 1903 und endete bereits im März 1904. Insgesamt entstanden höchstens acht Fahrzeuge. Eine andere Quelle nennt acht Fahrzeuge.